# Collegio di Hitchin and Harpenden
Hitchin and Harpenden è stato un collegio elettorale situato nell'Hertfordshire, nell'Est dell'Inghilterra, e rappresentato alla Camera dei comuni del Parlamento del Regno Unito. Eleggeva un membro del parlamento con il sistema first-past-the-post, ossia maggioritario a turno unico; il collegio è stato abolito in occasione della revisione periodica del 2024.

## Estensione
- 1997–2010: i ward del distretto di North Hertfordshire di Ashbrook, Bearton, Cadwell, Highbury, Hitchwood, Hoo, Kimpton, Offa, Oughton, Priory e Walsworth, e i ward della città di St Albans di Harpenden East, Harpenden North, Harpenden South, Harpenden West, Redbourn, Sandridge e Wheathampstead.
- 2010–2024: i ward del distretto di North Hertfordshire di Cadwell, Graveley and Wymondley, Hitchin Bearton, Hitchin Highbury, Hitchin Oughton, Hitchin Priory, Hitchin Walsworth, Hitchwood, Hoo, Kimpton e Offa, e i ward della città e distretto di St Albans di Harpenden East, Harpenden North, Harpenden South, Harpenden West, Redbourn, Sandridge e Wheathampstead.

## Membri del parlamento
| Elezione | Elezione    | Deputato         | Partito          |
| -------- | ----------- | ---------------- | ---------------- |
|          | 1997        | Peter Lilley     | Conservatore     |
| 2017     | Bim Afolami |                  | Conservatore     |
|          | 2024        | Collegio abolito | Collegio abolito |

## Elezioni

### Elezioni negli anni 2010
| Partito                    | Partito                                   | Candidato                  | Risultati 12 dicembre 2019 | Risultati 12 dicembre 2019 |
| Partito                    | Partito                                   | Candidato                  | Voti                       | %                          |
| -------------------------- | ----------------------------------------- | -------------------------- | -------------------------- | -------------------------- |
|                            | Conservatore                              | Bim Afolami                | 27 719                     | 47,08                      |
|                            | Lib Dem                                   | Sam Collins                | 20 824                     | 35,37                      |
|                            | Laburista                                 | Kay Tart                   | 9 959                      | 16,92                      |
|                            | Alleanza dei Popoli Cristiani             | Sid Cordle                 | 268                        | 0,46                       |
|                            | Advance                                   | Peter Marshall             | 101                        | 0,17                       |
|                            |                                           |                            |                            |                            |
| Iscritti                   | Iscritti                                  | Iscritti                   | 76 321                     | 100,00                     |
| ↳ Votanti (% su iscritti)  | ↳ Votanti (% su iscritti)                 | ↳ Votanti (% su iscritti)  | 58 921                     | 77,20                      |
| ↳ Astenuti (% su iscritti) | ↳ Astenuti (% su iscritti)                | ↳ Astenuti (% su iscritti) | 17 400                     | 22,80                      |
|                            |                                           |                            |                            |                            |
|                            | Esito: collegio confermato a Conservatore |                            |                            |                            |

| Partito                    | Partito                                   | Candidato                  | Risultati 8 giugno 2017 | Risultati 8 giugno 2017 |
| Partito                    | Partito                                   | Candidato                  | Voti                    | %                       |
| -------------------------- | ----------------------------------------- | -------------------------- | ----------------------- | ----------------------- |
|                            | Conservatore                              | Bim Afolami                | 31 189                  | 53,06                   |
|                            | Laburista                                 | John Hayes                 | 19 158                  | 32,59                   |
|                            | Lib Dem                                   | Hugh Annand                | 6 236                   | 10,61                   |
|                            | Verdi                                     | Richard Cano               | 1 329                   | 2,26                    |
|                            | Indipendente                              | Ray Blake                  | 629                     | 1,07                    |
|                            | Popoli Cristiani                          | Sid Cordle                 | 242                     | 0,41                    |
|                            |                                           |                            |                         |                         |
| Iscritti                   | Iscritti                                  | Iscritti                   | 76 125                  | 100,00                  |
| ↳ Votanti (% su iscritti)  | ↳ Votanti (% su iscritti)                 | ↳ Votanti (% su iscritti)  | 58 783                  | 77,22                   |
| ↳ Astenuti (% su iscritti) | ↳ Astenuti (% su iscritti)                | ↳ Astenuti (% su iscritti) | 17 342                  | 22,78                   |
|                            |                                           |                            |                         |                         |
|                            | Esito: collegio confermato a Conservatore |                            |                         |                         |

| Partito                    | Partito                                   | Candidato                  | Risultati 7 maggio 2015 | Risultati 7 maggio 2015 |
| Partito                    | Partito                                   | Candidato                  | Voti                    | %                       |
| -------------------------- | ----------------------------------------- | -------------------------- | ----------------------- | ----------------------- |
|                            | Conservatore                              | Peter Lilley               | 31 488                  | 56,86                   |
|                            | Laburista                                 | Rachel Burgin              | 11 433                  | 20,65                   |
|                            | UKIP                                      | John Stocker               | 4 917                   | 8,88                    |
|                            | Lib Dem                                   | Pauline Pearce             | 4 484                   | 8,10                    |
|                            | Verdi                                     | Richard Wise               | 3 053                   | 5,51                    |
|                            |                                           |                            |                         |                         |
| Iscritti                   | Iscritti                                  | Iscritti                   | 74 831                  | 100,00                  |
| ↳ Votanti (% su iscritti)  | ↳ Votanti (% su iscritti)                 | ↳ Votanti (% su iscritti)  | 55 375                  | 74,00                   |
| ↳ Astenuti (% su iscritti) | ↳ Astenuti (% su iscritti)                | ↳ Astenuti (% su iscritti) | 19 456                  | 26,00                   |
|                            |                                           |                            |                         |                         |
|                            | Esito: collegio confermato a Conservatore |                            |                         |                         |

| Partito                    | Partito                                   | Candidato                  | Risultati 6 maggio 2010 | Risultati 6 maggio 2010 |
| Partito                    | Partito                                   | Candidato                  | Voti                    | %                       |
| -------------------------- | ----------------------------------------- | -------------------------- | ----------------------- | ----------------------- |
|                            | Conservatore                              | Peter Lilley               | 29 869                  | 54,63                   |
|                            | Lib Dem                                   | Nigel Quinton              | 14 598                  | 26,70                   |
|                            | Laburista                                 | Oliver de Botton           | 7 413                   | 13,56                   |
|                            | UKIP                                      | Graham Wilkinson           | 1 633                   | 2,99                    |
|                            | Verdi                                     | Richard Wise               | 807                     | 1,48                    |
|                            | Indipendente                              | Margaret Henderson         | 109                     | 0,20                    |
|                            | Citizens for Undead Rights and Equality   | Simon Byron                | 108                     | 0,20                    |
|                            | Your Right to Democracy                   | Eric Hannah                | 90                      | 0,16                    |
|                            | Indipendente                              | Peter Rigby                | 50                      | 0,09                    |
|                            |                                           |                            |                         |                         |
| Iscritti                   | Iscritti                                  | Iscritti                   | 73 828                  | 100,00                  |
| ↳ Votanti (% su iscritti)  | ↳ Votanti (% su iscritti)                 | ↳ Votanti (% su iscritti)  | 54 707                  | 74,10                   |
| ↳ Astenuti (% su iscritti) | ↳ Astenuti (% su iscritti)                | ↳ Astenuti (% su iscritti) | 19 121                  | 25,90                   |
|                            |                                           |                            |                         |                         |
|                            | Esito: collegio confermato a Conservatore |                            |                         |                         |

### Elezioni negli anni 2000
| Partito                    | Partito                                   | Candidato                  | Risultati 5 maggio 2005 | Risultati 5 maggio 2005 |
| Partito                    | Partito                                   | Candidato                  | Voti                    | %                       |
| -------------------------- | ----------------------------------------- | -------------------------- | ----------------------- | ----------------------- |
|                            | Conservatore                              | Peter Lilley               | 23 627                  | 49,86                   |
|                            | Lib Dem                                   | Hannah Hedges              | 12 234                  | 25,82                   |
|                            | Laburista                                 | Paul Orrett                | 10 499                  | 22,16                   |
|                            | UKIP                                      | John Saunders              | 828                     | 1,75                    |
|                            | Indipendente                              | Peter Rigby                | 199                     | 0,42                    |
|                            |                                           |                            |                         |                         |
| Iscritti                   | Iscritti                                  | Iscritti                   | 67 215                  | 100,00                  |
| ↳ Votanti (% su iscritti)  | ↳ Votanti (% su iscritti)                 | ↳ Votanti (% su iscritti)  | 47 387                  | 70,50                   |
| ↳ Astenuti (% su iscritti) | ↳ Astenuti (% su iscritti)                | ↳ Astenuti (% su iscritti) | 19 828                  | 29,50                   |
|                            |                                           |                            |                         |                         |
|                            | Esito: collegio confermato a Conservatore |                            |                         |                         |

| Partito                    | Partito                                   | Candidato                  | Risultati 7 giugno 2001 | Risultati 7 giugno 2001 |
| Partito                    | Partito                                   | Candidato                  | Voti                    | %                       |
| -------------------------- | ----------------------------------------- | -------------------------- | ----------------------- | ----------------------- |
|                            | Conservatore                              | Peter Lilley               | 21 271                  | 47,35                   |
|                            | Laburista                                 | Alan Amos                  | 14 608                  | 32,52                   |
|                            | Lib Dem                                   | John Murphy                | 8 076                   | 17,98                   |
|                            | UKIP                                      | John Saunders              | 606                     | 1,35                    |
|                            | Indipendente                              | Peter Rigby                | 363                     | 0,81                    |
|                            |                                           |                            |                         |                         |
| Iscritti                   | Iscritti                                  | Iscritti                   | 67 150                  | 100,00                  |
| ↳ Votanti (% su iscritti)  | ↳ Votanti (% su iscritti)                 | ↳ Votanti (% su iscritti)  | 44 924                  | 66,90                   |
| ↳ Astenuti (% su iscritti) | ↳ Astenuti (% su iscritti)                | ↳ Astenuti (% su iscritti) | 22 226                  | 33,10                   |
|                            |                                           |                            |                         |                         |
|                            | Esito: collegio confermato a Conservatore |                            |                         |                         |

## Risultati dei referendum

### Referendum sulla permanenza del Regno Unito nell'Unione europea del 2016
|             | Collegio              | Lasciare UE % | Rimanere in UE % |
| ----------- | --------------------- | ------------- | ---------------- |
|             | Hitchin and Harpenden | 39,7%         | 60,3%            |
|             | Inghilterra           | 53,3%         | 46,7%            |
| Regno Unito | 51,9%                 | 48,1%         |                  |